# Emilio Monzó
Emilio Monzó (Pasteur, 26 de septiembre de 1965) es un abogado y político argentino, líder del Partido del Diálogo y diputado nacional por la provincia de Buenos Aires desde 2021.
Fue concejal de Carlos Tejedor (1997-2001); asesor del área de modernización del gobierno bonaerense (2001-2003); intendente municipal de Carlos Tejedor (2003-2007); diputado provincial (electo en 2007); ministro de Asuntos Agrarios de la provincia de Buenos Aires (2008-2009), ministro de Gobierno de la Ciudad de Buenos Aires (2011-2015) y presidente de la Cámara de Diputados (2015-2019). Se lo considera uno de los principales armadores políticos de la coalición Cambiemos que impulsó la candidatura presidencial de Mauricio Macri en 2015.

## Biografía

### Comienzos
Nació en Pasteur, localidad bonaerense del partido de Lincoln. Comenzó a militar en los años 1980 en la UCeDé, compañero de Sergio Massa y  Ricardo Echegaray,   y luego pasó al Partido Justicialista. Es abogado egresado de la Universidad de Buenos Aires.
Comenzó su carrera política en el distrito vecino de Carlos Tejedor. Durante su mandato como concejal (entre 1997 y 2001) fue presidente del bloque justicialista del Concejo Deliberante de Carlos Tejedor.
Entre 1997 y 1999 se desempeñó como asesor ad honorem del Consejo del Menor y la Familia de la provincia de Buenos Aires.
En 1999 fue candidato a intendente de su localidad. Tras perder se desempeñó como asesor de la Secretaría de Modernización del Gobierno bonaerense, entonces encabezada por el justicialista Florencio Randazzo.

### Intendente de Carlos Tejedor (2003-2007)
En 2003 fue elegido intendente de Carlos Tejedor. Al término de su mandato como jefe comunal fue elegido diputado de la provincia de Buenos Aires por el Frente para la Victoria y, desde esa banca, ocupó la presidencia de la comisión de Presupuesto e Impuestos.

### Ministro de Asuntos Agrarios de la PBA (2008-2009)
En 2008, durante el conflicto con el campo, fue designado por Daniel Scioli como su Ministro de Asuntos Agrarios. Desde el cargo de ministro de Asuntos Agrarios de la provincia de Buenos Aires, Monzó fue el impulsor de una mesa de diálogo con todas las entidades rurales.
A fines de 2009, Scioli lo reemplazó por Ariel Franetovich luego de pedirle la renuncia. La prensa publicó en ese momento que Scioli respondía a una orden de Néstor Kirchner. Monzó se oponía a los ataques del gobierno hacia el campo y tenía  una buena relación con los dirigentes ruralistas. En una reunión con Néstor Kirchner se negó a volver al oficialismo.

### Ministro de Gobierno de la ciudad de Buenos Aires
Regresó a la Legislatura provincial y formó un monobloque. Apoyó durante unos meses a Francisco de Narváez hasta que finalmente, en 2010, se alió con la bancada del PRO. El Jefe de Gobierno de la Ciudad de Buenos Aires, Mauricio Macri, lo designó al frente del nuevo ministerio de Gobierno para su segundo mandato. 
Como ministro de Gobierno, Monzó ejerció una función eminentemente política y se lo definió como “el armador” de las alianzas que derivaron en la conformación de Cambiemos. Paralelamente a sus funciones, fue el encargado del armado territorial de la campaña presidencial de Macri para las elecciones de 2015. Desde ese rol, articuló el acuerdo con la Unión Cívica Radical y la Coalición Cívica ARI, liderada por Elisa Carrió, que dio nacimiento a Cambiemos.

### Presidencia de la Cámara de Diputados
En 2015 fue elegido diputado nacional en representación de la provincia de Buenos Aires. Con la llegada de Mauricio Macri a la presidencia fue nombrado por el oficialismo para ocupar la presidencia de la Cámara de Diputados de la Nación. 
Fue elegido por sus pares para ejercer ese cargo en diciembre de 2015, en reemplazo de Julián Domínguez. Y luego reelegido tres veces (en diciembre de 2016, 2017 y 2018). Su última reelección, en diciembre de 2018, contó con el respaldo casi unánime de sus pares, con las solas abstenciones de los integrantes del Frente de Izquierda.
Monzó fue desde 2015 un promotor de los acuerdos políticos y del diálogo con otros sectores para la construcción de consensos parlamentarios. Su gestión al frente de la Cámara fue valorada por los presidentes de los bloques opositores.
Durante su mandato como presidente de la Cámara de Diputados el oficialismo estuvo siempre en minoría.  Le tocó presidir la histórica sesión desarrollada entre el 12 y el 13 de junio de 2018 en la que Diputados votó el proyecto de legalización del aborto, rechazado luego por el Senado. También presidió la sesión del 17 de diciembre de 2017 en la que se debatiría una reforma previsional impulsada por el Ejecutivo. Fue en un contexto de serios incidentes producidos en las inmediaciones del Congreso.
Durante su gestión en la Cámara, fue formalizada la transferencia al Congreso del histórico edificio en el que funcionó la confitería El Molino. Monzó impulsó la conformación de una comisión administradora presidida por el diputado del Frente para la Victoria Daniel Filmus, a cargo de la restauración y recuperación patrimonial. 
| Bloque Cambio Federal             | Bloque Cambio Federal | Bloque Cambio Federal | Bloque Cambio Federal | Bloque Cambio Federal | Bloque Cambio Federal |
| --------------------------------- | --------------------- | --------------------- | --------------------- | --------------------- | --------------------- |
| Bloque                            | Bloque                | Diputado              | Inicio                | Final                 |                       |
|                                   | Cambio Federal (2)    |                       |                       |                       |                       |
| Martín Domínguez Yelpo (Monzó)    | 10/12/2019            | 09/12/2023            |                       |                       |                       |
| Walter Carusso Pte.Bloque (Posse) | 15/03/2019            | 09/12/2023            |                       |                       |                       |

El 30 de diciembre, Monzó sinceró sus intenciones de ser candidato a gobernador de la provincia de Buenos Aires en 2023 en Rivadavia, donde encabezó una cena rodeado por intendentes bonaerenses de Juntos por el Cambio.

## Controversias y críticas
En 2015 fue denunciado por el bloque de diputados nacionales del Frente para la Victoria por incumplimiento de los deberes de funcionario público y abuso de autoridad por no remitir la designación de Marcos Cleri, del Frente para la Victoria, como consejero de la Magistratura.
En 2016, Monzó fue acusado de demorar la designación de Ricardo Echegaray, representando al Frente para la Victoria,  como presidente de la Auditoría General de la Nación (AGN), por tener múltiples procesamientos judiciales. Echegaray fue finalmente designado con la condición de que al momento de asumir no tuviera más procesamientos en ninguna causa judicial. Pero luego volvió a ser procesado por negociaciones incompatibles y defraudación y la jueza Rodríguez Vidal dispuso su suspensión como presidente de la AGN.

## Historial electoral
|  | 45,17 % |

|  | 51,24 % |

|  | 53,87 % |

|  | 33,75 % |

|  | 39,77 % |